# Сидоркин, Александр Дмитриевич
Александр Дмитриевич Сидоркин(род. в городе Щёкино) — руководитель детско-юношеской следж-хоккейной команды «Ладога» и глава клуба «Звезда». Почётный гражданин города Алексина. Арбитр республиканской категории.

## Биография
Александр Сидоркин — глава взрослого клуба «Звезда». Руководитель следж-хоккейной команды «Ладога» — единственной в России команды для детей и подростков по следж-хоккею. Команды относятся к Федерации следж-хоккея города Москвы и созданы при поддержке благотворительного фонда.
Руководил ДЮСШ «Корд». Под его началом занимались Р. Рахимов, Ю. Терехин, А. Молотов, В. Демидов, А. Созин, С. Головин.
Летом 2016 года Александру Николаевичу Сидоркину было присвоено звание «Почётного гражданина Алексина». Александр Сидоркин — тренер Мехроны Муллоевой, который предложил ей перейти из команды «Ладоги» в «Звезду». Спортсменка стала первой девушкой, выступившей на чемпионате России по следж-хоккею. Другие спортсмены, которые тренируются под руководством Александра Дмитриевича Сидоркина — Сергей Брусов, Дмитрий Хромов, Александр Яковлев, Евгений Федоров, Алексей Герасимов. Ученики Александра Сидоркина Станислав Барыкин и Сергей Макаров были участниками сборной России.
Работает начальником управления по спортивной деятельности РУТБ «Ока».
В 2014 году входил в состав команды арбитров, которые судили матчи сборной России.